# حارة الوحش (دار سعد)

تعديل مصدري - تعديل

حارة الوحش هي إحدى حارات حي 7 أكتوبر الواقع بمديرية دار سعد التابعة لمحافظة عدن، بلغ تعداد سكانها 230 نسمة حسب تعداد اليمن لعام 2004.